# Botalón

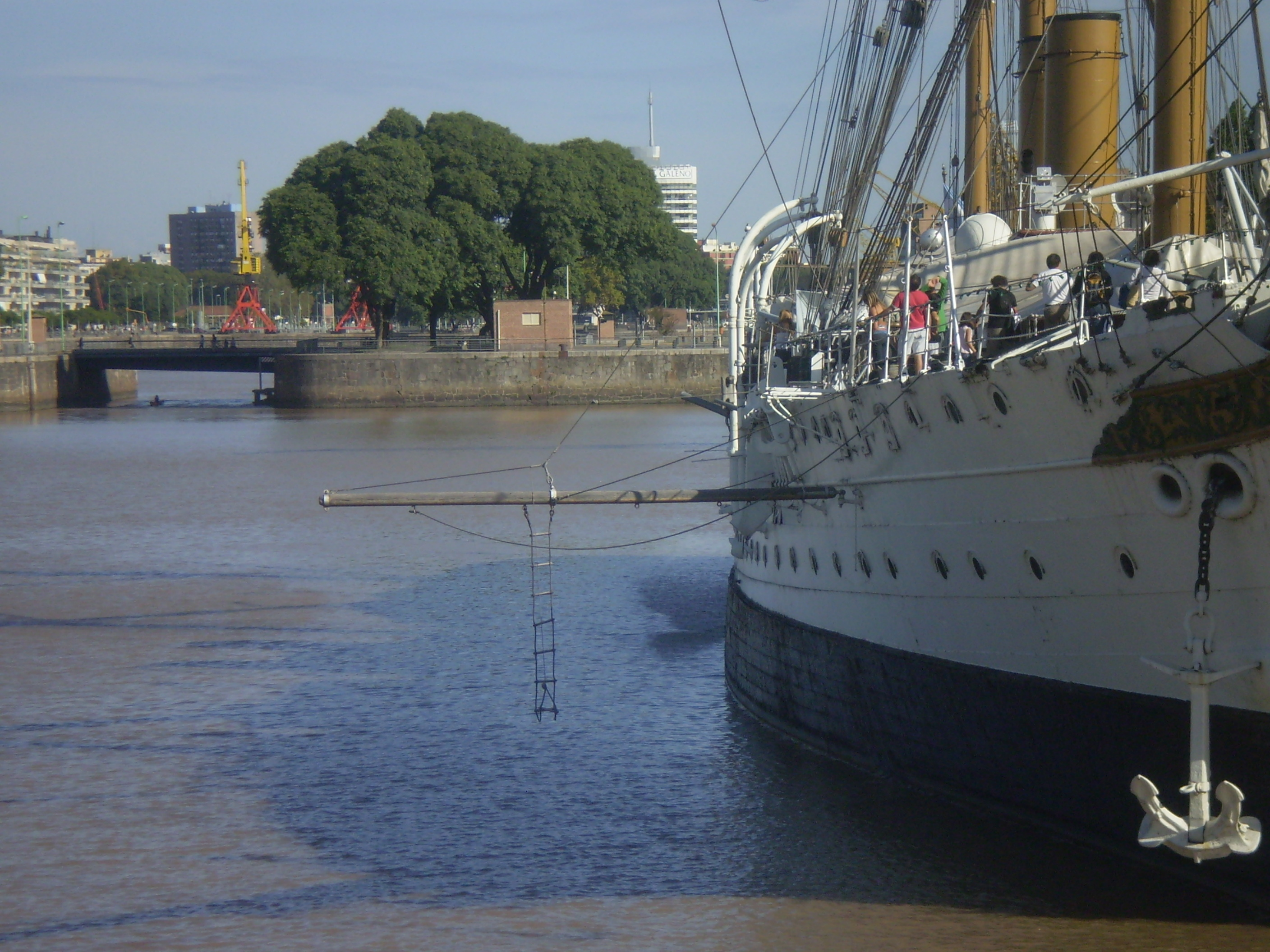
Botalón en la amura de estribor de la fragata Sarmiento

En náutica, el botalón es el palo herrado y aparejado convenientemente que se saca hacia la parte exterior de la embarcación cuando conviene para diferentes usos.

## Tipos de botalones
Se distinguen diferentes tipos de botalones según la vela o verga a la que van unidos:
- Tangón: es el botalón que, desde el pie del palo de trinquete, en las goletas y pailebotes sale fuera del costado por una y otra banda para cazar los puños de la redonda.
- Botalón de ala: es el botalón que sale fuera de las vergas para amurar las velas llamadas alas.
- Botalón rastrero: es el botalón que sale del costado del buque y sirve para largar las velas que se llaman rastreras o amurarlas en su punta.[1]
- Botalón de foque: es el palo redondo que colocado sobre el bauprés sale hacia fuera por la boca de la tina del tamborete y sirve para alargar el foque. (Ing. Jib-boom).
- Botalón de petifoque: espiga del botalón de foque u otro palo más pequeño, zallado por un zuncho y que sirve para largar el petifoque y orientarlo.[1] (Ing. Flying Jib-boom).
- Cazaescota:
- Espolón:

## Expresiones
- Dar con el botalon en tierra: fr. lo mismo que dar con el bauprés.